# باستیل (گروه موسیقی)
باستیل (به انگلیسی: Bastille) و به شیوهٔ نوشتاری BΔSTILLE یک گروه موسیقی راک است که در سال ۲۰۱۰ در لندن توسط دن اسمیت، خوانندهٔ انگلیسی تشکیل شد.
نام این گروه به دلیل نام انگلیسی جشن باستیل دی که در ۱۴ ژوئیه هر سال، یعنی در روز تولد دن اسمیت برگزار می‌شود، نام‌گذاری شده‌است.

## ترانه‌شناسی
- خصومت (۲۰۱۳)
- دنیای وحشی (۲۰۱۶)
- روزهای قیامت (۲۰۱۹)